# Offensive Security认证专家
Offensive Security认证专家（Offensive Security Certified Professional，縮寫 OSCP），是Offensive Security（OffSec）提供的道德黑客认证，其中會教授渗透测试方法和Kali Linux发行版（BackTrack的后续版本）中所包含工具的使用方法。OSCP是一项实践的渗透测试认证，要求持有者在安全的实验室环境中成功攻击和渗透各种实时机器。此認證比其他道德黑客认证更具有技术性，是少数的需要实际渗透测试技能证明的认证之一。

## 重新认证
OSCP不需要重新认证。

## 与其他安全培训或考试的关系
成功完成OSCP考试合格的学生可获得(ISC)²的40個CPE学分。
2015年，英国主要的渗透测试认证机构CREST 开始将OSCP认证等同于其中级认证CREST注册测试员(CRT)。